# Авенида Медрано
Проспект (авенида) Медрано (исп. Avenida Medrano) — улица в городе Буэнос-Айрес, Аргентина. Названа в честь Педро Медрано. Находится в районах Альмагро и Палермо, идёт юга на север. Проспект известен своей аллеей платанов, посаженных в конце девятнадцатого века. Эта улица главным образом, застроена жилыми домами, хотя присутствует небольшое количество магазинов, часть из которых входит местные торговые сети.

## Путешествуя по улице

### Альмагро
Начавшись в районе Альмагро, в том месте, где проспект Ривадавия пересекается с улицей Кастро-Баррос, последняя идёт от Медрано к югу. В этом месте с 1884 года находится Кафе Фиалки, которое было реставрировано Администрацией города Буэнос-Айрес в 2001 году. Также здесь находится станция метро Кастро Баррос, открытая в 1914 году. Через 100 метро Медрано пересекает мост, железной дороги Сармьенто, который был построен в 1902 году в районе Кабальито. Следующим крупным пересечением Медрано является улица Авенида Диас Велес, на которой стоит монумент Сид Кампреадор.
Пересечение Медрано с проспектом Авенида Корриентес является одним из коммерческих кварталов района Альмагро, здесь расположена станция метро Медрано, Линии B открытая в 1930 году. Ранее в этом месте была трамвайная остановка компании Lacroze, которая исчезла с закрытием трамвайной линии в этом районе в 1962 году. Далее находится Всемирная церковь «Царство Божие», расположенная на месте старого цветочного рынка города, который был здесь до 2004 года.
Через четыре квартала расположен факультет Национального технологического университета на Медрано 951. На северной стороне улицы, стоит церковь Iglesia Betania.

## Палермо
Пересекая улицу Авенида Кордоба, Медрано входит в район Палермо. Между улиц Сальвадор и Коста-Рика, расположена Plaza Unidad Latinoamericana, где находится Начальная школа коммуны № 09 «Cnel. Genaro Beron de Astrada». На углу с улицей Чаркас расположена Plaza Güemes, рядом с которой находится приход Богоматери Гваделупской (la Parroquia Nuestra Señora de Guadalupe) и Colegio Guadalupe.

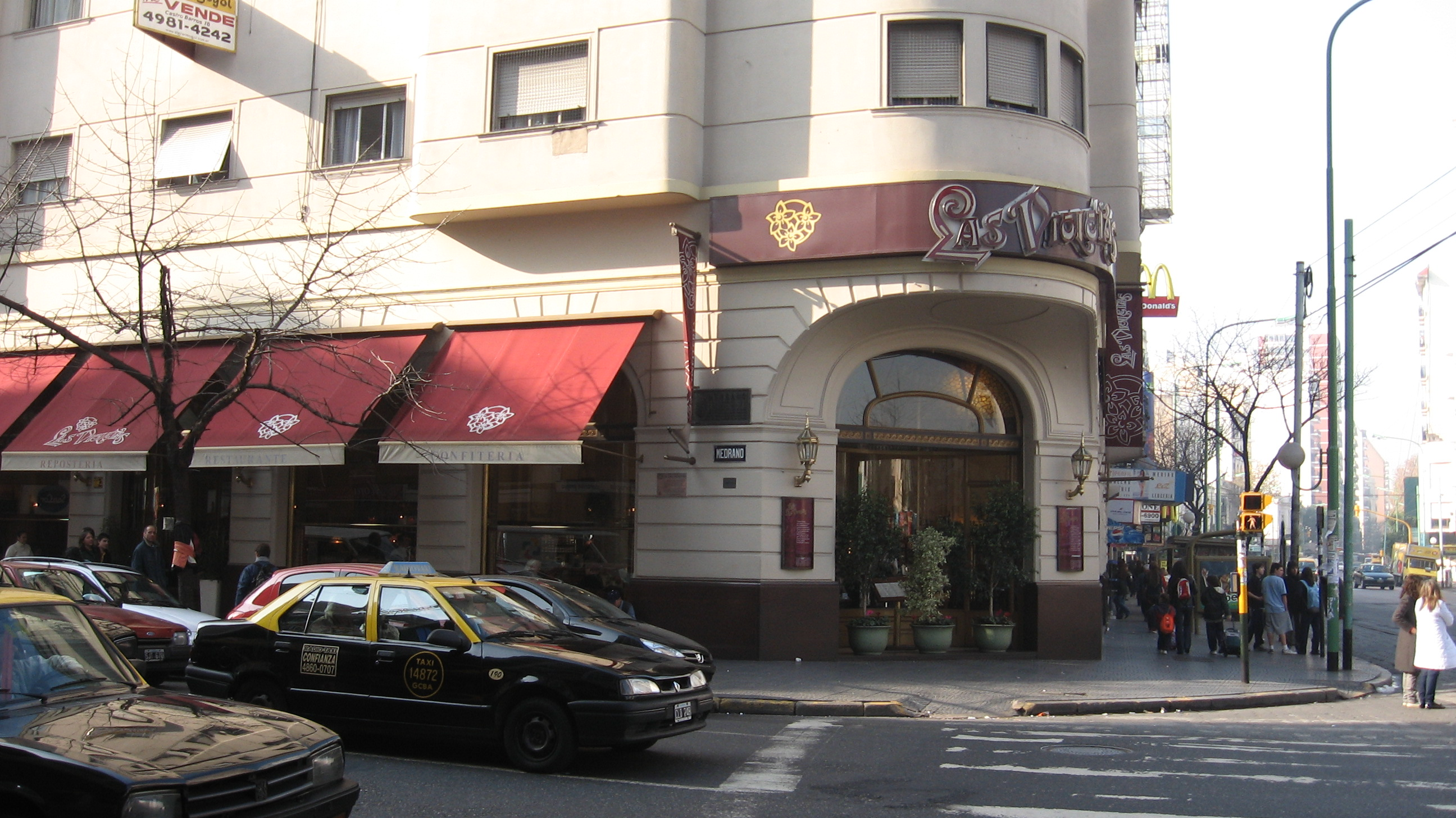
Кафе Фиалки
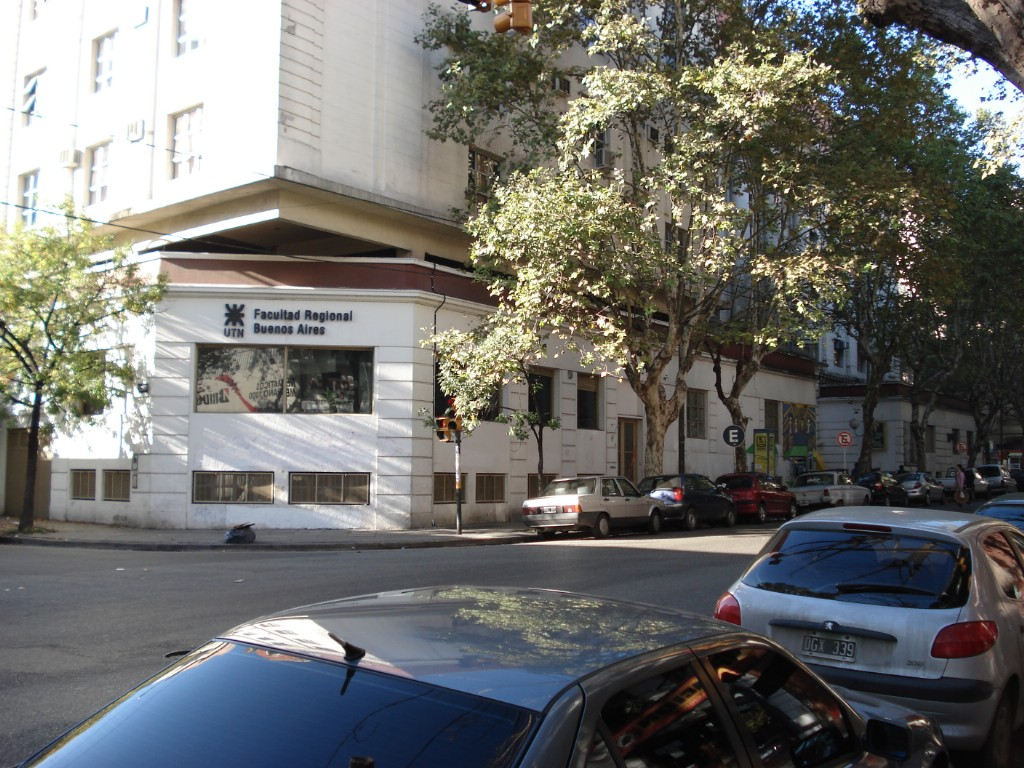
Филиал Технологического университета